# レンス・ファン・エイデン
レンス・ファン・エイデン（Rens van Eijden、1988年3月3日 - ）は、オランダ・オス出身の元サッカー選手。現役時代のポジションはDF。

## クラブ経歴
ファン・エイデンは地元オスのアマチュアクラブであるRKSVマルフリートでサッカーを始めると、1999年にPSVアイントホーフェンによってその才能を買われ、それ以降、PSVの下部組織で育成された。
そして、2007年4月11日、ロナルド・クーマン監督によってUEFAチャンピオンズリーグのリヴァプールFC戦をたたかうトップチームのメンバーに選出され、同試合でアルナ・コネとの交代でトップチームデビューを果たした。2008年2月、正式にトップチームへと昇格した。
しかし、トップチーム昇格後は厚い選手層に阻まれ、出場記録を得られず、2008-09シーズンはヴィレムIIへとレンタルされた。
2009年4月、NECナイメヘンへと移籍した。ここでは2013-14シーズンに2部降格を味わうものの、クラブに残留し、1年での1部復帰に大きく貢献した。NECでは7シーズンの在籍でリーグ戦189試合に出場した。
2016年4月4日、NECとAZアルクマールはファン・エイデンの放出、獲得にそれぞれ合意し、8日に正式に発表された。AZでの1シーズン目は中盤戦での怪我があったもののCBのレギュラーとして活躍し、時折キャプテンも務めた。ここまでは順調だったが、2シーズン目から出場機会が激減。序盤からベンチやベンチ外が続き、やっと出場した8節フェイエノールト戦では4失点を喰らい、それ以降第32節のフィテッセ戦まで出場機会は全くなかった。結果、このシーズンはリーグ戦3試合のみの出場に留まった。
2018年8月3日、古巣のNECナイメヘンに復帰した。17日のSCカンブール・レーワルデン戦でキャプテンとして先発フル出場すると、その後の出場した試合すべてでスタメンフル出場とキャプテンマークを巻くも、1月25日のFCオス戦直前のトレーニングで鼠径部に大怪我を負い、残りのシーズンを棒にふるった。翌シーズンも8月一杯を怪我で欠場したが、9月から戦列に復帰し、10月でトップコンディションにまで復調すると、それ以降はCBの核として活躍した。